# Chenopodium polyspermum
Espèce
Classification phylogénétique
Lipandra polysperma ou Chenopodium polyspermum, le Chénopode à graines nombreuses, est une espèce de plante de la famille des Chenopodiaceae (des Amaranthaceae dans la classification phylogénétique).
C'est une espèce commune en France comme dans toute l'Europe et l'Asie tempérée.